# Миклош, Ференц
Ференц Миклош (венг. Miklós Ferenc; 7 августа 1909 — октябрь 2002) — венгерский хоккеист на траве, полузащитник. Участник летних Олимпийских игр 1936 года.

## Биография
Ференц Миклош родился 7 августа 1909 года.
Имел степень доктора.
Играл в хоккей на траве за будапештские «Мадьяр», МТК и «Пошташ». В 1929—1956 годах семь раз выигрывал чемпионат Венгрии (1929, 1932, 1942, 1950—1952, 1956).
В 1936 году вошёл в состав сборной Венгрии по хоккею на траве на летних Олимпийских играх в Берлине, поделившей 7-9-е места. Играл на позиции полузащитника, провёл 3 матча, мячей не забивал.
В 1929—1956 годах провёл за сборную Венгрии 23 матча.
Во второй половине 1950-х эмигрировал из Венгрии и поселился в Канаде.
Умер в октябре 2002 года.